# Минало несвършено деятелно причастие
Минало несвършено деятелно причастие в българския  език, служещо за образуване на преизказни и предположителни глаголни форми на минало несвършено време. Това причастие не е съществувало в старобългарския език, а се е развивало по-късно. Било е образувано в народния език и оттам е преминало в книжовния. Няма го в другите славянски езици, то е отличителна характеристика на българския език. Наличието му в македонските диалекти е сред главните причини българските езиковеди, както и някои чуждестранни, да смятат македонския литературен език за български диалект.

## Образуване
Миналото несвършено деятелно причастие се образува от формата на глагола за 1 л. ед.ч. мин.несв.вр. чрез замяна на окончанието -х с -л. Това е формата за мъжки род. Формите за женски и среден род и формата за множествено число се получават от формата за мъжки род чрез добавяне на окончанията -а, -о и -и съответно. В множествено число не се различават родовете.
| Минало несвършено време | Основа на глагола в мин.несв.вр. | Минало несвършено деятелно причастие | Минало несвършено деятелно причастие | Минало несвършено деятелно причастие | Минало несвършено деятелно причастие |
| Минало несвършено време | Основа на глагола в мин.несв.вр. | Мъжки род                            | Женски род                           | Среден род                           | Множествено число                    |
| ----------------------- | -------------------------------- | ------------------------------------ | ------------------------------------ | ------------------------------------ | ------------------------------------ |
| дадях                   | дадя-                            | дадял                                | дадяла                               | дадяло                               | дадели*                              |
| лъжех                   | лъже-                            | лъжел                                | лъжела                               | лъжело                               | лъжели                               |
| мислех                  | мисле-                           | мислел                               | мислела                              | мислело                              | мислели                              |
| летях                   | летя-**                          | летял                                | летяла                               | летяло                               | летели*                              |
| казвах                  | казва-**                         | казвал                               | казвала                              | казвало                              | казвали                              |

*Във формите за множествено число на глаголи от I и II спрежение, в чиято основа ударението е върху последната сричка, има условия за преглас, така че променливото я преминава в е.
**Основите на някои глаголи от II спрежение и на всички глаголи от III спрежение съвпадат в мин.св.вр. и мин.несв.вр., затова съвпадат и миналите им свършени и несвършени деятелни причастия.

### Ударен завършек-ѐл
Дълго време са били приемани (макар и като непрепоръчителни) дублетни форми с ударен завършек -ѐл в м.р. ед.ч. в следните случаи:
- Вместо -я̀л, когато пред я има гласна: стоя̀л и стоѐл, броя̀л и броѐл и т.н.
- Вместо -а̀л, когато пред а има шушкава съгласна: мълча̀л и мълчѐл, жужа̀л и жужѐл и т.н.

Такива дублети са били допускани (макар и като непрепоръчителни) във всички форми на миналото несвършено деятелно причастие (жужа̀ла и жужѐла), както и във всички лица и числа на минало несвършено време, чиито окончания съдържат х (стоя̀хме и стоѐхме, мълча̀ха и мълчѐха).
Понастоящем тази дублетност е премахната: книжовноезиковата норма не допуска форми като стоѐх, броѐх, мълчѐха, стоѐл, жужѐли и т.н.

### Гласнаяв завършека
Гласната я в завършека на причастията на глаголите от III спрежение се запазва в множествено число:
      отварял, отваряла, отваряло, отваряли.
Ако глаголът не е от III спрежение, а причастието завършва на -я̀л под ударение и пред я стои съгласна, това я се прегласява в е при образуване на множествено число:
      вървя̀л, вървя̀ла, вървя̀ло, вървѐли;
      летя̀л, летя̀ла, летя̀ло, летѐли.
Когато пред ударения завършек -я̀л стои гласна и глаголът не е от III спрежение, тогава настъпва колебание дали я се заменя с е във формата за множествено число. Има доста такива причастия:
      стоя̀л, броя̀л, гноя̀л, безпокоя̀л, тая̀л, избуя̀л  и др.
В тези случаи езиковата практика е изключително пъстра, а и книжовноезиковата норма е колеблива: 
за някои причастия определя като правилна само едната форма, например
      таѐли, избуя̀ли, стоя̀ли, боя̀ли се,
обаче при други причастия допуска дублети:
      броя̀ли и броѐли, кроя̀ли и кроѐли.
От 2016 г. книжовната норма приема запазването на основната гласна я в множествено число при всички минали несвършени деятелни причастия, завършващи на -оя̀л в ед.ч. (за някои от тях допуска дублети).
Честите промени на нормата и нееднородната практика са признаци на незавършен езиков процес.

## Съвпадеж със свършеното причастие
Окончанията на глаголите в минало свършено и минало несвършено време съвпадат във всички числа и лица без 2 и 3 л. ед.ч. Това не означава непременно, че съвпадат и съответните глаголни форми, защото може да има разлика в основната гласна, например мѝслих е в минало свършено време, а пък мѝслех е в минало несвършено време. Същото се отнася и за миналите деятелни причастия: мѝслил е свършеното, а мѝслел е несвършеното минало деятелно причастие.
Обаче при глаголите от III спрежение и при някои други глаголи съвпадат всички форми за минало свършено и минало несвършено време с изключение на 2 и 3 л. ед.ч. Например отва̀рях, разбѝрахме, съвѐтвахте и търпя̀ха са форми едновременно за минало свършено и минало несвършено време. Същото важи и за причастията (във всички родове и числа): търпя̀л, разбѝрала, отва̀ряло и съвѐтвали са едновременно свършени и несвършени минали деятелни причастия. В тези случаи разликата може да се разбере само от контекста.

## Ударение
Ударението на минало несвършено деятелно причастие пада на същото място, където е в миналото несвършено време на глагола, от който е образувано; следователно на същото място, където е в сегашно време.

## Употреба
Миналото несвършено деятелно причастие има ограничена употреба: използва се единствено в преизказните и предположителните глаголни форми:
Пример с преизказна форма:
- Минало свършено време:
Детето спа цяла нощ. – изявително наклонение.
Детето спало цяла нощ. – преизказно наклонение.
Думата спало е миналото свършено деятелно причастие на глагола спя.
- Минало несвършено време:
Когато майката отвори вратата, детето спеше. – изявително наклонение.
Когато майката отворила вратата, детето спяло. – преизказно наклонение.
Думата спяло е миналото несвършено деятелно причастие на глагола спя.

Пример с предположителна форма:
- Мин.св.вр.: Не му се спи през нощта, защото вероятно е спал през деня.
- Мин.несв.вр.: Може би е спял, когато го потърсихме по телефона.

За разлика от миналото свършено деятелно причастие, несвършеното не се употребява атрибутивно (като определение), поради което не може да се членува. Например не може да се каже пиелите, учелите (несв.), а само пилите, училите (св.):
Училите стихотворението да се опитат да го кажат наизуст.
По същата причина отрицателната частица не и миналото несвършено деятелно причастие винаги се пишат разделно: 
Никой не знаел за това.
Миналото несвършено деятелно причастие липсва в някои западни български говори, като шопския и торлашкия. Под влияние на родните си говори някои неправилно употребяват минало свършено вместо минало несвършено деятелно причастие, когато преизказват минало несвършено време. Например не е правилно да се казва и пише:
Като дете той всяко лято живял на село и много помагал:
хранил кокошките, носил вода, като жънали, пазил добитъка.
Правилно е така:
Като дете той всяко лято живеел на село и много помагал:
хранел кокошките, носел вода, като жънели, пазел добитъка.
Докато миналите свършени деятелни причастия съществуват в българския език много отдавна, то миналите несвършени деятелни причастия са сравнително нови езикови образувания, създадени специално за преизказване на минало несвършено (и сегашно) време. Те се използват само за тази цел и за образуване на предположителни форми на минало несвършено време. Навсякъде другаде се използват само миналите свършени деятелни причастия – в сложните форми на условното наклонение и в изявителните форми на резултативните времена.
Примери:
Единствено правилни са формите бих ходил, бих мислил, бих чел.
Формите бих ходел, бих мислел, бих четял са грешни, безсмислени.
Аналогично, единствено правилни са формите беше спал и щеше да е спал,
а формите беше спял и щеше да е спял са погрешни.
Изключение се прави само при глаголи, които по семантични причини нямат минало свършено време, следователно нямат и минало свършено деятелно причастие; в тези случаи вместо него се използва минало несвършено деятелно причастие. Например глаголът зная има само форми за мин.несв. време:
знаех, знаеше, знаеше, знаехме, знаехте, знаеха.

Миналото несвършено деятелно причастие на този глагол е знаел.

Поради смисъла си глаголът зная практически не се употребява в минало свършено време:

знаях, зная, зная, знаяхме, знаяхте, знаяха.

Затова и миналото свършено деятелно причастие знаял не се използва. Вместо него се използва несвършеното знаел, например казва се бих знаел.